# Plenty-öböl

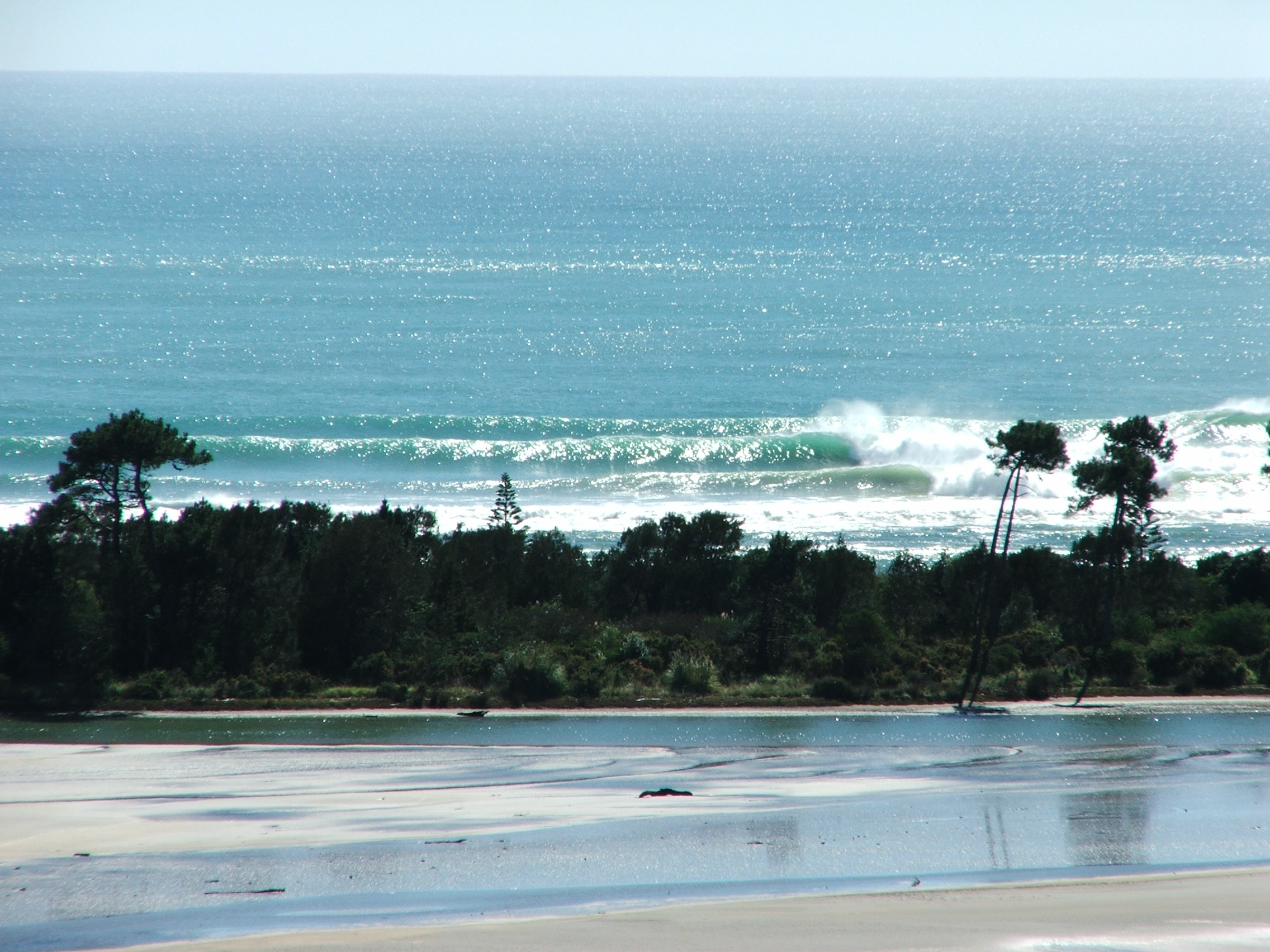
A földnyelv mögött a Plenty-öböl, előtte a Whakatane folyó torkolati szakasza

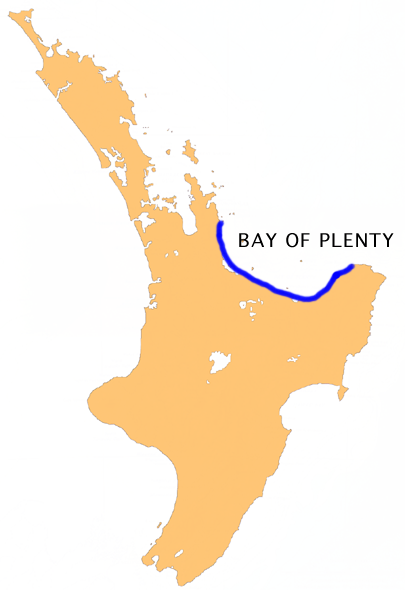
A Plenty-öböl partvonala

A Plenty-öböl (angolul Bay of Plenty, magyarul Bőség-öböl) Új-Zéland Északi-szigetének csendes-óceáni partján található, a Coromandel-félszigettől a Runaway-fokig mintegy 259 km partvonallal. A róla elnevezett Bay of Plenty régió az öböl környékén terül el, ehhez a közigazgatási körzethez tartoznak az öböl szigetei is.

## Története
Az öböl neve maori nyelven Te Moana-a-Toi („Toi tengere”), ami utalás a legendás maori felfedező, Toi-te-huatahi nevére. A körzetben sok más jelentős földrajzi hely is az ő nevét kapta. A maorik honfoglalása idején, a 13. században, egy sor nagy kenu (waka) érkezett erre a tengerpartra a bevándorló csoportokkal, akikből később az általuk használt hajókról elnevezett törzsek alakultak ki: Mataatua, Nukutere, Tainui, Te Arawa és Takitimu.
Mai nevét James Cooktól kapta az ő 1769–70.es felfedező útján, amikor úgy találta, hogy a térségben bőséges élelmiszerkészletek találhatók, ellentétben egy viszonylag közeli másik partszakasszal, amit Poverty-öbölnek (Szegénység-öböl) nevezett el. Az európai telepesek az 1830-as években jelentek meg az öböl partján.
2011 október 5-én az MV Rena nevű teherszállító hajó zátonyra futott az öbölben. A baleset nyomán kialakult olajfolt Új-Zéland történetének addigi legnagyobb környezeti katasztrófáját okozta.

## Leírása
A partvonal az öböl nyugati részén, Waihi Beach üdülőhelytől kezdődően homokos, a keleti oldalon sziklás, köves.
Nagyobb kikötői vannak Tauranga, Whakatane és Ohiwa településeknek. Nyolc jelentősebb folyó torkollik az öbölbe, a Wairoa, Kaituna, Tarawera, Rangitaiki, Whakatane, Waioeka, Motu és a Raukokore folyók.
Az öböl vizében sok sziget található, köztük a White-sziget aktív vulkánja, ami 50 kilométerre fekszik az öböl keleti partjától. További nagyobb szigetek a (nyugatról keletre) a Matakana-sziget, a Mayor-sziget, a Motiti-sziget, és a Moutohora-sziget.

## Lakossága
Az öböl partjának lakossága a nyugati oldalon koncentrálódik, a keleti part hegyes, sziklás. A legnagyobb település a nyugati Tauranga a vele csaknem egybeépült Mount Maunganuival. Az öböl központi részének kikötővárosa Whakatane. További jelentősebb települések Waihi Beach, Katikati, Maketu, Pukehina Beach és Opotiki.

## Gazdasági élete

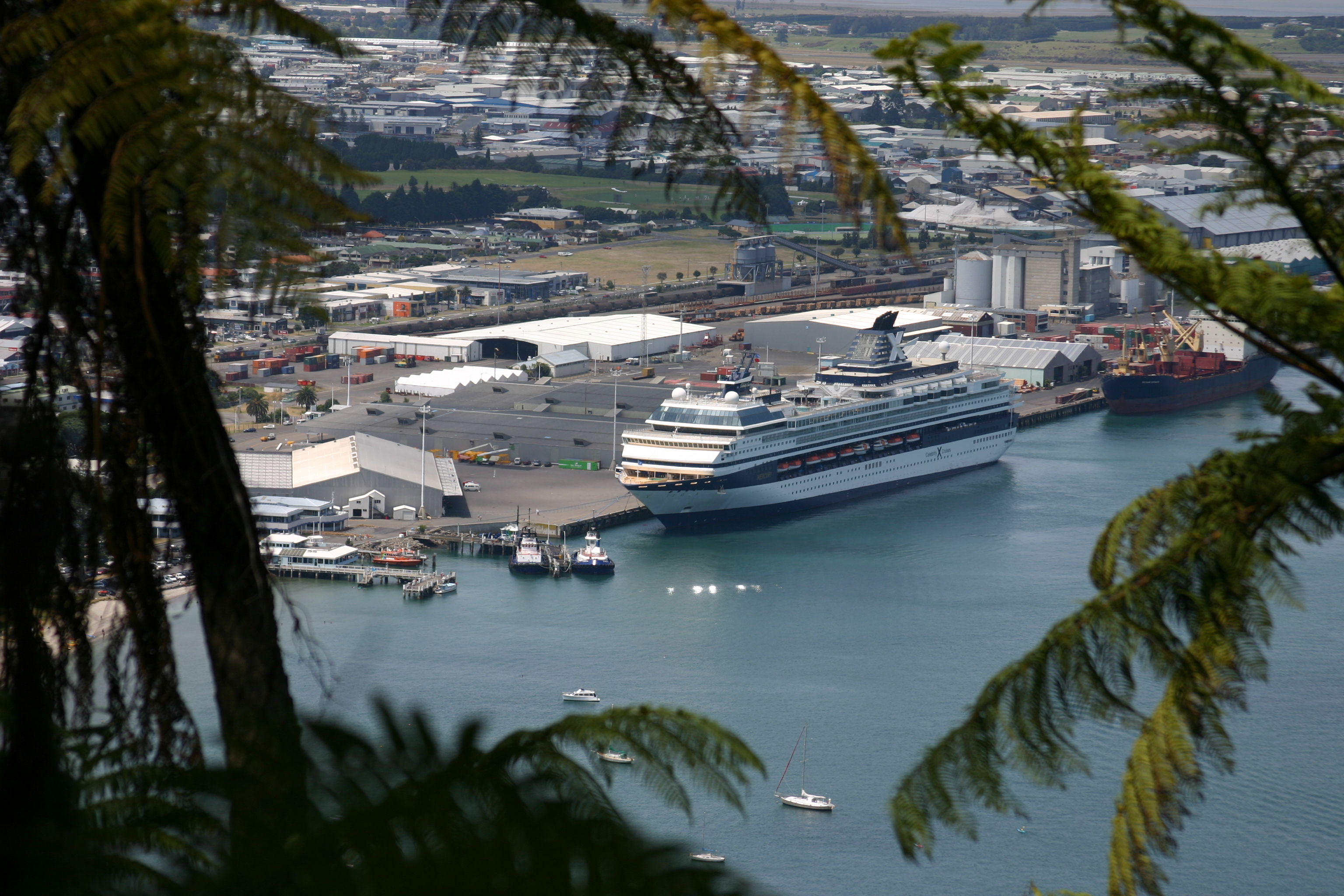
Tauranga kikötője az öböl gazdasági központja

A gazdasági élet alapjait az öböl vidékén a közlekedés és a turizmus adják. Tauranga az ország egyik legnagyobb kereskedelmi kikötője, főleg az erdőültetvényekről kivágott fát szállítják innen külföldre. Az öböl tengerpartján népszerű nyári (december-február) üdülőhelyek sorakoznak. A turisták számára vonzó a bálnafigyelés is, különösen az ide szívesen vándorló kék bálna és a hosszúszárnyú bálna csapatai láthatók itt gyakran.

## Fordítás
- Ez a szócikk részben vagy egészben a Bay of Plenty című angol Wikipédia-szócikk ezen változatának fordításán alapul.  Az eredeti cikk szerkesztőit annak laptörténete sorolja fel. Ez a jelzés csupán a megfogalmazás eredetét és a szerzői jogokat jelzi, nem szolgál a cikkben szereplő információk forrásmegjelöléseként.

Koordináták: d. sz. 37° 40′, k. h. 177° 00′37.666667°S 177.000000°E